# Ilias Kantzouris
Ilias Kantzouris (nacido el 11 de agosto de 1973 en Grecia) es un entrenador griego de baloncesto. Actualmente es asistente en el AS Monaco de la LNB Pro A francesa.

## Trayectoria como entrenador
Comenzó su carrera en los banquillos como entrenador como entrenador asistente en 2000, en el club griego del Apollon Patras. Luego trabajó como entrenador asistente en los clubes griegos Near East, Aris B.C. y Sporting Atenas. Posteriormente, trabajó como entrenador asistente en los clubes griegos del AEK Atenas BC y Panellinios.
En la temporada 2011-12, se convierte entrenador asistente de Aleksandar Trifunovič en el BC Žalgiris Kaunas. 
En 2013, se convierte en entrenador ayudante de Andrea Trinchieri en la Selección de baloncesto de Grecia. Más tarde, fue entrenador asistente en el club ruso del UNICS Kazan de la VTB United League, en la temporada 2013-14. Posteriormente, trabajó como asistente de Andrea Trinchieri en el Brose Bamberg, de 2014 a 2018.
En febrero de 2018, Kantzouris se convirtió en primer entrenador del Brose Bamberg de la Basketball Bundesliga, después de que el equipo despidiera a Andrea Trinchieri, hasta que el club bávaro contrató a Luca Banchi.
El 28 de enero de 2020, Kantzouris firmó con el club Iraklis BC de la liga griega de baloncesto.
El 3 de julio de 2022, después de dos temporadas exitosas con Kolossos Rodou, Kantzouris fue nombrado entrenador del AEK Atenas BC.
El 11 de mayo de 2023, fue despedido como entrenador del AEK Atenas BC. 
El 22 de mayo de 2023, firmó con Limoges CSP de la LNB Pro A francesa.

## Clubs como entrenador
- 2000–2001: Apollon Patras (asistente)
- 2001–2003: Near East (asistente)
- 2005–2006: Aris B.C. (asistente)
- 2006–2007: Sporting Atenas (asistente)
- 2007: AEK Atenas BC (asistente)
- 2007–2011: Panellinios (asistente)
- 2011–2012: Žalgiris Kaunas (asistente)
- 2013: Selección de baloncesto de Grecia (asistente)
- 2013–2014: UNICS Kazan (asistente)
- 2014–2018: Brose Bamberg (asistente)
- 2018: Brose Bamberg (interino)
- 2018–2019: AEK Atenas BC (asistente)
- 2020: Iraklis BC
- 2020–2022: Kolossos Rodou
- 2022–2023: AEK Atenas BC
- 2023–2024: Limoges CSP
- 2024: Hapoel Jerusalem B.C.
- 2023-presente: Grecia (asistente)
- 2024-presente: AS Monaco (asistente)